# 1994年加勒比海盃預選賽巴巴多斯 4-2 格林納達
1994年加勒比海盃預選賽巴貝多對戰格瑞那達是於1994年1月27日舉行的一場足球比賽。此場比賽為該小組預選賽的最後一場，並且對戰雙方均有出線的可能（此場比賽中巴貝多的淨勝球大於等於兩球時出線，其他情況下格瑞那達出線）。但由於比賽採用不尋常黃金進球規則，即金球算作兩粒進球，導致比賽87分鐘巴貝多攻入一粒烏龍球，而格瑞那達則於隨後對雙方球門發起攻勢。此場比賽也被稱為“史上最不可思議的足球比賽”。

## 背景
1994年加勒比海盃為第5屆加勒比海盃，由千里達及托巴哥主辦。預選賽則於1994年初在加勒比地區多個國家進行。巴貝多，格瑞那達以及波多黎各被分為A組。組委會規定在90分鐘規定時間內打平的球隊須進入加時賽，以黃金進球規則決勝，且金球算作兩粒進球。1月23日，採用循環賽制的A組預選賽於巴貝多開幕，但主場的巴貝多以0-1負於波多黎各。2天後，格瑞那達採用金球規則以2-0戰勝波多黎各。兩場比賽結束後，格瑞那達1勝淨得2球佔首，波多黎各1勝1負淨失1球居中，巴貝多1負淨失1球殿後，此時波多黎各出局已成定局。如此一來，巴貝多要想進入盃賽，必須在最後一場比賽中淨勝格瑞那達2球或以上。
此場比賽之前的積分榜如下：
| 球隊     | 場 | 勝 | 和 | 負 | 進球 | 失球 | 球差 | 積分 |
| -------- | -- | -- | -- | -- | ---- | ---- | ---- | ---- |
| 格瑞那達 | 1  | 1  | 0  | 0  | 2    | 0    | +2   | 3    |
| 波多黎各 | 2  | 1  | 0  | 1  | 1    | 2    | -1   | 3    |
|          | 1  | 0  | 0  | 1  | 0    | 1    | -1   | 0    |

| 1994年1月23日 |

|  | 0–1 | 波多黎各 |
|  | --- | -------- |
|  |     |          |

| 巴貝多國家體育場，圣迈克尔 |

| 1994年1月25日 |

| 格瑞那達 | 2–0 （加時賽） | 波多黎各 |
| -------- | -------------- | -------- |
|          |                |          |

| 格瑞那達國家體育場，聖喬治 |

## 比賽過程
此場比賽在位於圣迈克尔的巴貝多國家體育場舉行。
比賽的前80餘分鐘與其他比賽並無明顯差異，巴貝多在此期間攻入兩粒進球。若以此比分2:0結束比賽，則巴貝多可出線。但到83分鐘，格瑞那達也攻入一球，比分變為2:1。如果以此比分結束比賽，則格瑞那達出線，除非在剩餘的時間內巴貝多再入一球。於是巴貝多開始著手進攻，但對守住幾分鐘即可出線的格瑞那達來說只是徒勞。爾後，巴貝多改換策略，認為比起猛力進攻，打平比分進入加時賽去爭取金球才是關鍵所在。於是在87分鐘時，後衛席利（Sealy）與門將荷瑞斯·司徒德（Horace Stoute）配合打入一粒烏龍球，比分變為2:2。
此時距離90分鐘比賽結束僅剩約3分鐘。而格瑞那達也發現了巴貝多的意圖，意識到在這3分鐘內不論哪一方再進一球，格瑞那達都可以出線。爾後此場比賽進入一種相當不尋常的狀況，即格瑞那達試圖進攻，而巴貝多試圖防守雙方球門。在比賽的最後3分鐘，巴貝多成功地守住了雙方球門，比賽以比分2-2結束，進入到搶奪“金球”的加時賽。
由於此金球相當于兩粒進球，因此當索恩（Thorne）攻破格瑞那達大門時，巴貝多以4:2的比分成功出線。
A組的最終積分榜：
| 球隊     | 場 | 勝 | 和 | 負 | 進球 | 失球 | 球差 | 積分 |
| -------- | -- | -- | -- | -- | ---- | ---- | ---- | ---- |
|          | 2  | 1  | 0  | 1  | 4    | 3    | +1   | 3    |
| 格瑞那達 | 2  | 1  | 0  | 1  | 4    | 4    | 0    | 3    |
| 波多黎各 | 2  | 1  | 0  | 1  | 1    | 2    | -1   | 3    |

## 反響
此場比賽由於是加勒比海盃的預選賽，因此並沒有受到廣泛關注，當時僅有英國的《衛報》和《倫敦時報》報道此事。在2005年的書籍《體育法》（Sports Law）中也提及了此場比賽。由於關注的人較少，長時間後此場比賽已成為體育界的都市傳說之一。
在賽後的記者會上，格瑞那達主教練詹姆士・克拉克松（James Clarkson）說：
我覺得受騙了。那個想出這些規則的人應該被送進精神病院。這場比賽本不該在有很多隊員都感到困惑的情況下進行。我們的隊員甚至不知道應該向哪邊攻擊：我們的亦或是他們的門。我從沒見過這種事情發生。在足球場上，你應該是靠著擊敗對手來得分，而不是給他們送分。
1994年加勒比海盃上靠著金球規則獲勝的隊伍有5支，而從第二年開始此規則就再也沒有在加勒比海盃賽上使用過。

## 本場比賽之後的1994年加勒比海盃
入闈1994年加勒比海盃的巴貝多與瓜德羅普，多米尼克以及東道主千里達及托巴哥同時分到A組。雖然打平瓜德羅普和多米尼克，但負於東道主千里達及托巴哥，最終排位小組內第3，無緣晉級。最終小組內千里達及托巴哥，瓜德羅普兩隊晉級。千里達及托巴哥在半決賽中戰勝蘇利南，在決賽中戰勝馬提尼克，第3次奪得加勒比海盃（前兩次分別為1988年，1992年），瓜德羅普最終也奪得第3名。
| 球隊           | 場 | 勝 | 和 | 負 | 進球 | 失球 | 球差 | 積分 |
| -------------- | -- | -- | -- | -- | ---- | ---- | ---- | ---- |
| 千里達及托巴哥 | 3  | 2  | 1  | 0  | 7    | 0    | +7   | 7    |
|                | 3  | 1  | 2  | 0  | 7    | 2    | +5   | 5    |
|                | 3  | 0  | 2  | 1  | 3    | 5    | -2   | 2    |
| 多米尼克       | 3  | 0  | 1  | 2  | 1    | 11   | -10  | 1    |

| 1994年4月7日 |

|  | 1–1 | 多米尼克 |
|  | --- | -------- |
|  |     |          |

|  |

| 1994年4月9日 |

| 千里達及托巴哥 | 2–0 |  |
| -------------- | --- |  |
|                |     |  |

|  |

| 1994年4月11日 |

|  | 2–2 |  |
|  | --- |  |
|  |     |  |

|  |

## 外部連結
- YouTube上此場比賽的解說視頻（页面存档备份，存于）